# الملابس في إفريقيا

## الملابس في افريقيا

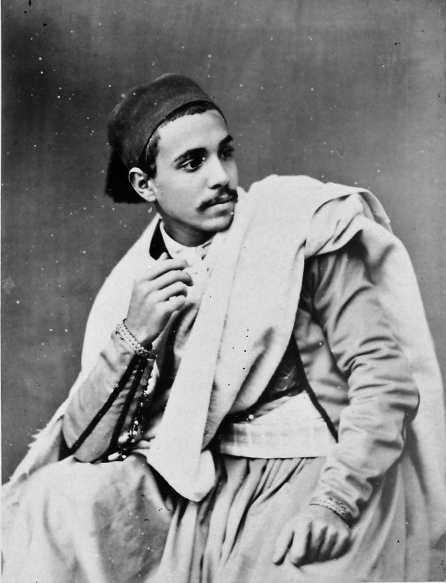
رجل جزائري حضري يرتدي البرنس (رداء صوفي)

اللباس الأفريقي التقليدي غالبًا يكون ملون والوانه صارخة وترتديه معظم الشعوب الأفريقية. وتستبدل الملابس التقليدية أحيانا بالملابس الغربية التي دخلت مع الاستعمار النيجيري.

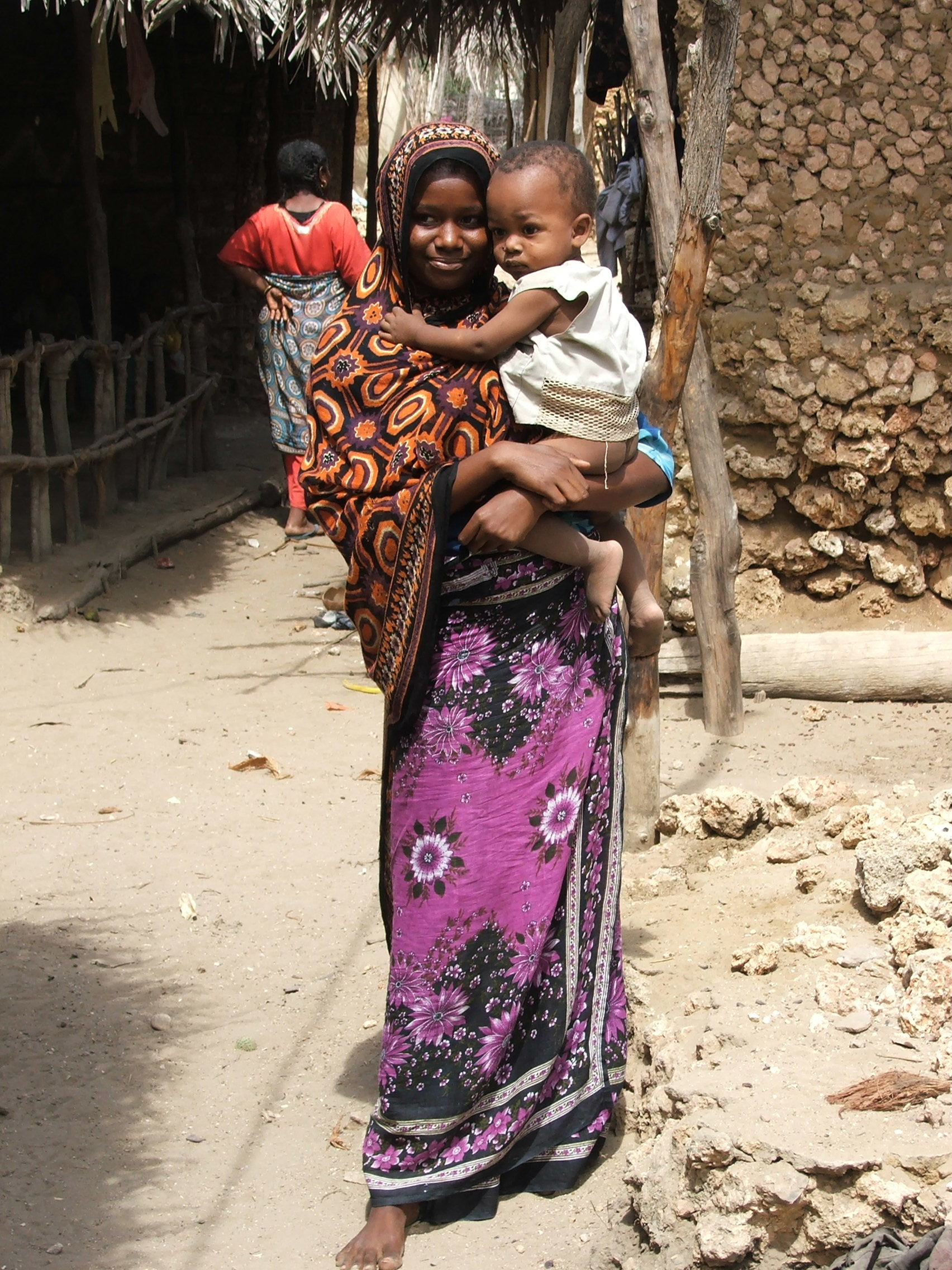
امرأة ترتدي الكانغا في كينيا

تأثر اللباس التقليدي في شمال افريقيا خاصة في مصر بثقافة الشرق الأوسط ويتضح هذا من ارتداء الجلابيات المطرزة البسيطة المشابهة لما ترتديه النساء في دول الخليج. أما شمال غرب افريقيا فهم أقل تأثرًا بالثقافات الغربية. الجلباب (لبس أهالي منطقة شمال غرب أفريقيا) له خصائص متشابهة مع الرداء الأفريقي الداشيكيس والقفطان السنغالي ويرتديها النساء بشكل بارز في بلدان الساحل الأفريقي وتُلبس ربطات الرأس في نيجيريا، ولكنها ليست حصرا عليهم فعلى سبيل المثال يرتدي النساء في مالي البوغولانفي والداشيكيس وهي قطعة بسيطة للغاية وتقدم مع ياقات مزخرفة على شكل حرف الV. وفي المقابل الرداء الأفريقي ابسط بكثير حتى انه ابسط بكثير من الجلباب بالرغم من تصاميم ألوانه المثيرة للإعجاب خاصة بين الطوارق الذين عرفوا بأروابهم النيلية المصبوغة الجميلة. أما في شرق افريقيا الكانزي هو القميص التقليدي للرجال الذين يتحدثون السواحلية. وترتدي النساء الكانجا والجوميز. وفي جنوب افريقيا يرتدون القمصان المميزة كالفساتين الطويلة. وعلى سبيل المثال يعرف جنوب افريقيا بقميص ماديبا بينما تعرف زمباوي بقميص السفاري. أما في القرن الأفريقي تختلف الملابس تبعا لكل بلد ففي إثيوبيا يرتدي الرجال البدلة الاثيوبية وترتدي النساء القميص الحبشي. وفي الصومال يرتدي الرجال شميز مع قبعة صغيرة تسمى الكوفية.

## الملابس الغربية المستعملة

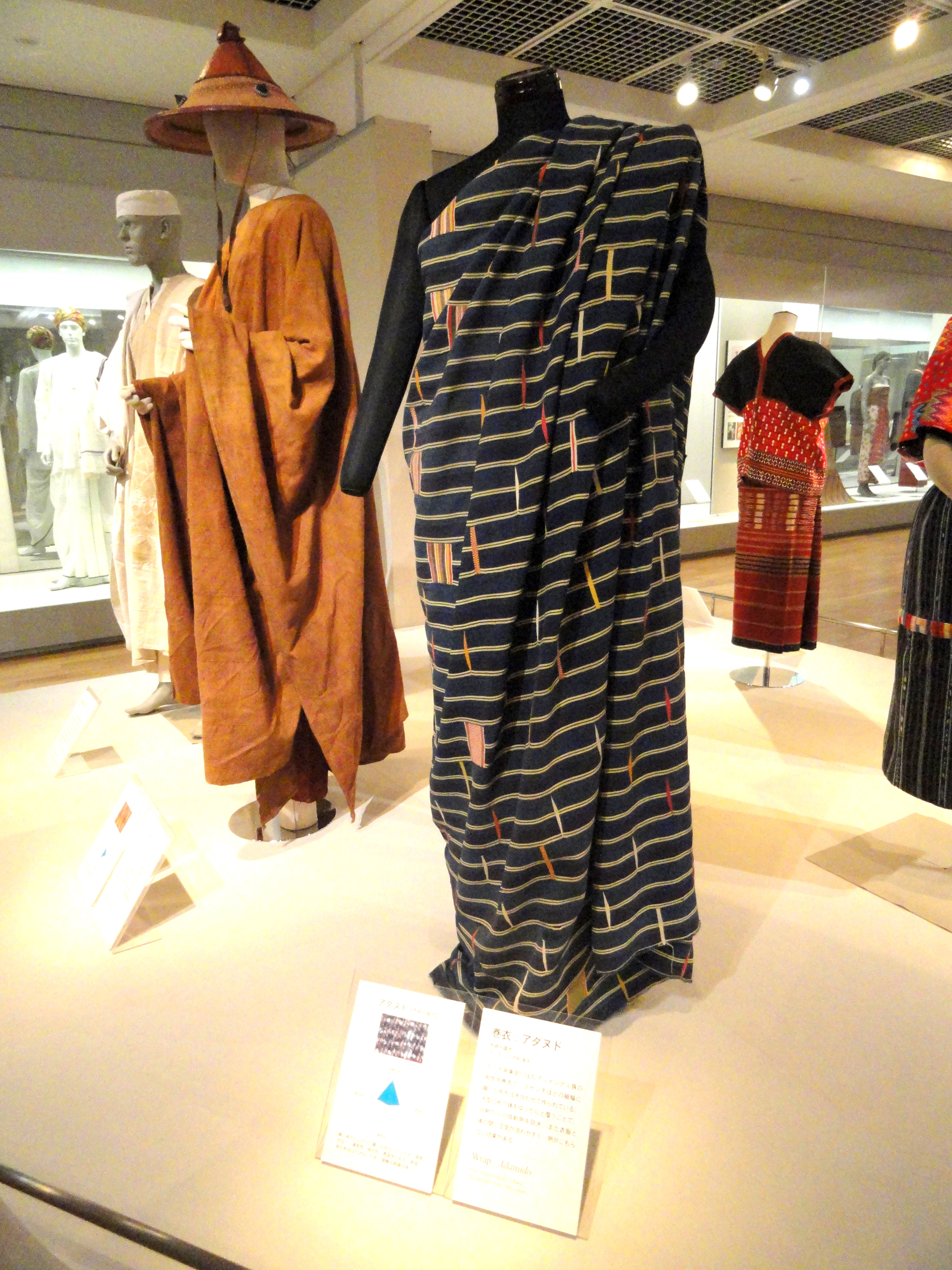
ملابس من غانا، افريقيا في متحف بونكا جاكون،اليابان

توجد منظمات غير ربحية في جميع المجتمعات الغربية تبيع الملابس المستعملة للشركات للربح في أفريقيا. ولاشركة «ملابس الرجل الأبيض» شائعة جدا في أجزاء من افريقيا. وتسمى هذه الملابس المستعملة ميتومبا في بعض المناطق ويوجد بعض الجدل حولها. ويشير النقاد إلى أنها تشكل تهديدا لمصنعي الملابس المحلية ويشكون أنها تستغل المستهلكين حيث أنها تنافس المنتجات المحلية وتقدم منتجات مستعملة باهظة الثمن وبجودة سيئة.